# Fritz Schilgen

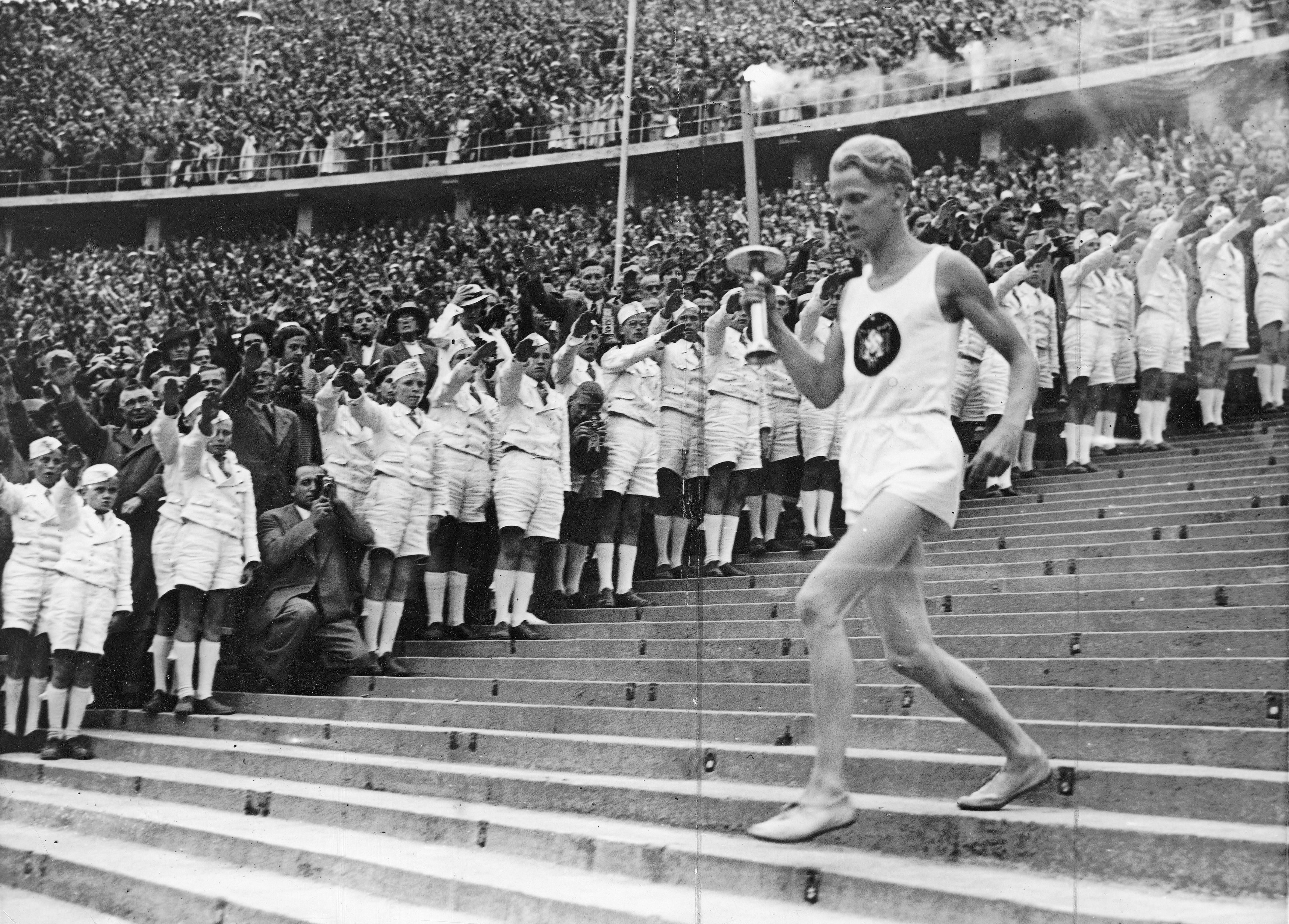
Friedrich Schilgen 1936 in Berlin

Friedrich „Fritz“ Schilgen (* 8. September 1906 in Kronberg im Taunus; † 12. September 2005 ebenda) war ein deutscher Leichtathlet und Schlussläufer des Fackellaufes bei den Olympischen Spielen 1936 in Berlin.

## Leben
Friedrich Schilgen wurde 1906 in Kronberg im Taunus als zweiter Sohn des Rektors der Kronberger höheren Schule geboren. Nach dem Ersten Weltkrieg startete er seine Karriere beim MTV Kronberg als Leichtathlet im Mittel- und Langstreckenlauf.
Er studierte an der Technischen Hochschule Darmstadt Elektrotechnik mit Schwerpunkt Nachrichtentechnik. In seiner Diplomarbeit konzipierte er eine Lautsprecheranlage für das Hochschulstadion der TH Darmstadt, die für die 4. Internationale Meisterschaft der Studenten, die Anfang August 1930 in Darmstadt stattfand, benötigt wurde. Auf Vermittlung von Waldemar Petersen ging er nach dem Studium zur AEG nach Berlin. Als Laboringenieur bei AEG entwickelte er später 35 Patente.
Gefördert durch Ernst Söllinger und einen seiner Professoren wurde er auch national bekannt. 1929, 1931 und 1933 wurde Schilgen jeweils Dritter bei den Deutschen Meisterschaften im 1500-Meter-Lauf. Bei den Universitäts-Weltspielen gewann er 1928 die Silbermedaille mit der 4-mal-400-Meter-Staffel und 1930 in Darmstadt die Bronzemedaille im 5000-Meter-Lauf in 15:27,7 min.
Er startete 1926 bis 1932 für den ASC Darmstadt, 1933 für SG Siemens Berlin, 1935 bis 1935 für Telefunken Berlin und später für SC Victoria Hamburg und ASC Darmstadt.
Am 21. März 1936 heiratete er Ursula Gerlach. Mit ihr hatte er fünf Kinder.
Am 1. August 1936 entzündete Fritz Schilgen die olympische Flamme der XI. Olympischen Spiele in Berlin. Fritz Schilgen lehnte immer eine Mitgliedschaft in der NSDAP ab und gehörte selbst nie der Olympiamannschaft an. Er wurde aber von Leni Riefenstahl als Schlussläufer im Fackellauf vorgeschlagen, weil sein Körper im Film das „Ideal des germanischen Athleten optimal zur Geltung brachte“. In einem Ausscheid setzte er sich mit seinem „schwebenden Schritt“ gegen den Zehnkämpfer Hermann Lemperle und den Diskuswerfer Erich Reymann durch.
Bereits sechs Jahre zuvor, auf den Tag genau, hatte Fritz Schilgen den Eröffnungseid bei den 4. Internationalen Studentenmeisterschaften im Hochschulstadion der TH Darmstadt geleistet.
Nach dem Ende des Zweiten Weltkrieges wurde Schilgen Berater des Olympischen Komitees. 1972 war er an der Organisation der Olympischen Spiele 1972 in München beteiligt. 1996 entzündete Schilgen zum 100. Jubiläum der Olympischen Spiele der Neuzeit das olympische Feuer im Olympiastadion Berlin.
Er starb vier Tage nach seinem 99. Geburtstag in Kronberg im Taunus, dem Ort, in dem er auch geboren wurde.

## Veröffentlichungen
- 1931: Die Lautsprecheranlage des Stadions der Technischen Hochschule Darmstadt, in: Elektrotechnische Zeitschrift, 52. Jahrgang, 31. Dezember 1931, S. 1589–1592.